# خوفينال إيدجوغو أووونو
خوفينال إخوغو أووونو مونتالبان (بالإسبانية: Juvenal Edjogo) (مواليد 3 أبريل 1979 في ساباديل) لاعب كرة قدم غيني استوائي دولي يجيد اللعب في خط الوسط . يلعب لصالح نادي ساباديل الإسباني.

## روابط خارجية
- خوفينال إيدجوغو أووونو على موقع الاتحاد الدولي (مؤرشف)  (الإنجليزية)
- خوفينال إيدجوغو أووونو على موقع قاعدة بيانات كرة القدم.إي يو (الإنجليزية)
- خوفينال إيدجوغو أووونو على موقع ناشيونال فوتبول تيمز (الإنجليزية)
- خوفينال إيدجوغو أووونو على موقع Soccerway.com (الإنجليزية)
- خوفينال إيدجوغو أووونو على موقع عالم كرة القدم.نت (الإنجليزية)
- خوفينال إيدجوغو أووونو على موقع AS.com (الإسبانية)